# Cephaloziella willisana
Cephaloziella willisana là một loài rêu tản trong họ Cephaloziellaceae. Loài này được (Stephani) N. Kitag. miêu tả khoa học lần đầu tiên năm 1969.